# 올덤

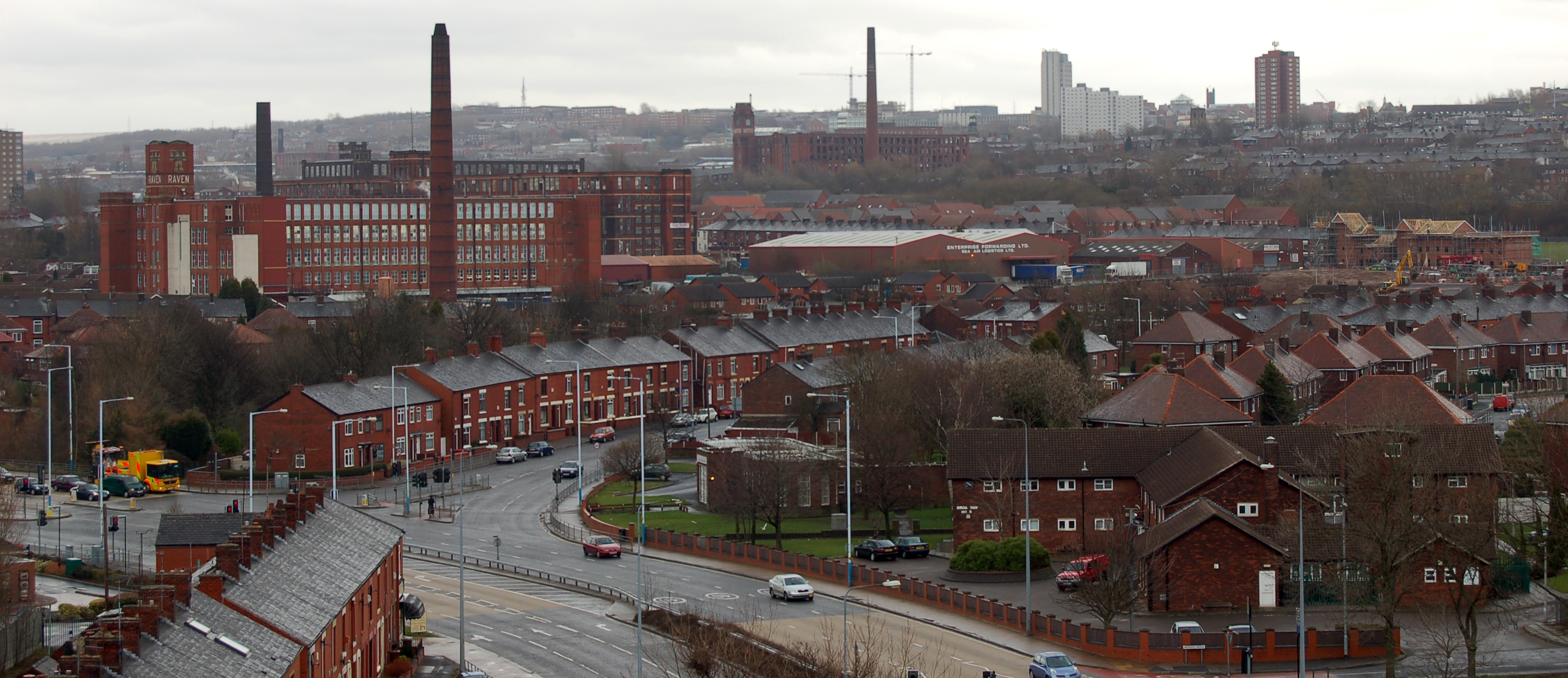

올덤(Oldham)은 그레이터맨체스터주의 도시로, 인구는 2011년 조사 기준 96,555명이다. 로치데일에서 남동쪽으로 8.5km, 맨체스터에서 북동쪽으로 11.1km 정도 떨어진 곳에 위치한다.